# 이터널블루
이터널블루(EternalBlue, ETERNALBLUE)는 일반적으로 미국 국가안보국(NSA)에 의해 개발된 것으로 간주되는 취약점 공격 도구이다. 섀도 브로커스라는 해커 그룹이 2017년 4월 14일에 유출하였으며, 2017년 5월 12일에 전 세계 워너크라이 랜섬웨어 공격의 일부로 사용되었다.

## 상세 설명
이터널블루는 마이크로소프트의 서버 메시지 블록(SMB) 프로토콜 구현의 취약점을 공격한다. 이 취약점은 공통 취약점 및 노출(CVE) 카탈로그의 CVE-2017-0144에 고지되어 있다.